# Флаг сельского поселения Узуновское
Флаг сельского поселения Узуновское Серебряно-Прудского муниципального района Московской области Российской Федерации.
Флаг утверждён 29 апреля 2010 года и внесён в Государственный геральдический регистр Российской Федерации под номером 6490.
Флаг является официальным символом сельского поселения Узуновское.

## Описание
«Полотнище с отношением ширины к длине 2:3, состоящее из двух горизонтальных полос: верхней (1/3 полотнища), составленной из десяти зелёных (остриём вниз) и одинаковых с ними по общей площади одиннадцати белых (остриём вверх) треугольников, и нижней голубой, воспроизводящей жёлтое изображение солнца, расположенного за ним копья и по сторонам от них — дубовой и лавровой веток из герба поселения».

## Обоснование символики
Флаг муниципального образования сельское поселение Узуновское составлен на основе герба сельского поселения Узуновское по правилам и соответствующим традициям вексиллологии и отражает исторические, культурные, социально-экономические, национальные и иные местные традиции.
Сельское поселение Узуновское, с центром в старинном селе Узуново, расположено в северо-западной части Серебряно-Прудского района. По территории современного поселения в XIII веке проходила южная граница Московского княжества. Большую часть тогдашней территории занимали леса, и для защиты этой границы от набегов кочевников в лесу устраивались трудно проходимые лесные засеки — поваленные в определённом порядке деревья. Преодолевая эти засеки, кочевники многократно увеличивали (удлиняли) время своего пути. Название села Узуново (по одной из версий) связывают с татарским словом «озын» (узун) — длинный.
Опрокинутые зелёные острия на флаге сельского поселения аллегория древних засечных полос.
Дубовая (символ стойкости) и лавровая (символ славы) ветви, копьё — символы победы русского оружия в годы борьбы с иноземными захватчиками.
Солнце — символ красоты здешних мест, источник тепла, жизненной силы. Сельское поселение Узуновское — одно из самых южных мест Московской области.
Цвета верхней полосы флага Узуновского поселения (зелень и серебро) — перекликаются с цветами флага Серебряно-Прудского муниципального района, символизируя их тесную связь.
Зелёный цвет символизирует весну, здоровье, природу, надежду.
Белый цвет (серебро) — символ чистоты, ясности, открытости.
Жёлтый цвет (золото) — символ высшей ценности, величия, великодушия, богатства, урожая.
Голубой цвет (лазурь) — символ чести, благородства, духовности и возвышенных устремлений.